# Равнополье (Крым)
Равнопо́лье (укр. Рівнопілля, крымскотат. Cav Cürek, Джав Джурек) — село в Симферопольском районе Республики Крым, входит в состав Кольчугинского сельского поселения (согласно административно-территориальному делению Украины — Кольчугинского сельского совета Автономной Республики Крым).

## Население
| 2001 | 2014 |
| ---- | ---- |
| 1089 | ↘924 |

Всеукраинская перепись 2001 года показала следующее распределение по носителям языка
| Язык             | Процент |
| ---------------- | ------- |
| русский          | 56,29   |
| крымскотатарский | 28,1    |
| украинский       | 15,15   |
| другие           | 0,18    |

## Современное состояние
В Равнополье 12 улиц, площадь, занимаемая селом, 109,7 гектара, на которой в 335 дворах, по данным сельсовета на 2009 год, числилось 1011 жителей, в селе действует мечеть «Джав-Джюрек джамиси».

## География
Село Равнополье расположено на западе района, в низовьях долины реки Западный Булганак, на южной окраине степной зоны Крыма, у границы с Бахчисарайским районом, высота центра села над уровнем моря — 58 м. Расстояние до Симферополя примерно 35 километров, там же ближайшая железнодорожная станция Симферополь. Соседние сёла: Кольчугино в 4,5 км и Табачное (Бахчисарайский район) — примерно в 3,5 километра. Транспортное сообщение осуществляется по региональной автодороге 35Н-518: от шоссе 35К-009 Саки — Орловка до трассы 35К-011 Симферополь — Николаевка (по украинской классификации С-0-11324).

## История
Существует версия, что Новые Байдары были основаны в 30-х годах XX века переселенцами из Байдарской долины; впервые в доступных источниках встречаются на карте южного Крыма 1936 года в составе Бахчисарайского района. После освобождения Крыма, 12 августа 1944 года было принято постановление № ГОКО-6372с «О переселении колхозников в районы Крыма» по которому в район планировалось переселить 6000 колхозников и в сентябре 1944 года в район приехали первые новосёлы (2146 семей) из Орловской и Брянской областей РСФСР, а в начале 1950-х годов последовала вторая волна переселенцев из различных областей Украины. С 25 июня 1946 года Новые Байдары в составе Крымской области РСФСР. Указом Президиума Верховного Совета РСФСР от 18 мая 1948 года Новые Байдары переименованы в Равнополье. 26 апреля 1954 года Крымская область была передана из состава РСФСР в состав УССР. Время переподчинения Сакскому району и включения в состав Кольчугинского сельсовета пока не установлено: на 15 июня 1960 года село уже числилось в его составе.
Указом Президиума Верховного Совета УССР «Об укрупнении сельских районов Крымской области», от 30 декабря 1962 года Равнополье присоединили к Бахчисарайскому району, а с 1 января 1965 года, указом Президиума ВС УССР «О внесении изменений в административное районирование УССР — по Крымской области», включили в состав Симферопольского. К 1968 году к Равнополью присоединили Сосновку. По данным переписи 1989 года в селе проживало 857 человек.
С 12 февраля 1991 года село в восстановленной Крымской АССР, 26 февраля 1992 года переименованной в Автономную Республику Крым. С 21 марта 2014 года в составе Крыма аннексировано Россией